# Francesco Focardi
Francesco Focardi Mazzocchi OFM (ur. 9 lutego 1949 w Rignano sull’Arno, zm. 11 stycznia 2022 w Santa Cruz) – włoski duchowny rzymskokatolicki posługujący w Boliwii, w latach 2009-2017 wikariusz apostolski Camiri.

## Życiorys
Święcenia kapłańskie przyjął 18 maja 1975 w zakonie franciszkanów. Po święceniach wyjechał do Boliwii i pracował przede wszystkim w zakonnych parafiach. Był także m.in. definitorem boliwijskiej prowincji zakonnej a także wikariuszem generalnym wikariatów apostolskich Cuevo i Tarija.
6 czerwca 2007 został prekonizowany biskupem pomocniczym El Beni o Beni ze stolicą tytularną Cenculiana. Sakrę biskupią otrzymał 2 września 2007. 15 lipca 2009 został mianowany wikariuszem apostolskim Camiri. 2 sierpnia 2017 zrezygnował z urzędu.